# Posiołok centralnoj usad´by sowchoza «Mir»
Posiołok centralnoj usad´by sowchoza «Mir» (ros. Посёлок центральной усадьбы совхоза «Мир») – osiedle (dieriewnia) w Rosji, w obwodzie moskiewskim, w okręgu miejskim Szatury. W 2010 liczyło 2955 mieszkańców.